# Elecciones legislativas de Ecuador de 2025
Las elecciones legislativas de Ecuador de 2025  se celebraron el 9 de febrero de 2025 para la elección de los 151 asambleístas (15 nacionales, 130 provinciales y 6 del extranjero) para conformar el pleno del Quinto período legislativo de la Asamblea Nacional de Ecuador. Estas elecciones se realizaron simultáneamente a las elecciones presidenciales, para elegir al presidente y vicepresidente del país, y a las elecciones al Parlamento Andino.

## Antecedentes

### Cambios tras censo
La Constitución de la República del Ecuador señala:  
Articulo 118: (…) La Asamblea Nacional se integrará por:  
1. Quince asambleístas elegidos en circunscripción nacional.
2. Dos asambleístas elegidos por cada provincia, y uno más por cada doscientos mil habitantes o fracción que supere los ciento cincuenta mil, de acuerdo al último censo nacional de la población.
3. La ley determinará la elección de asambleístas de regiones, de distritos metropolitanos, y de la circunscripción del exterior.

Retrasado por la pandemia mundial de COVID-19, el VIII Censo Nacional de Población, VII de Vivienda y I de Comunidades reveló nuevas cifras en cuanto a la población del país. El Consejo Nacional Electoral (CNE) aprobó este 5 de abril de 2024 la nueva distribución y cálculo de escaños de la Asamblea Nacional. Con esto, queda confirmado que el Legislativo pasará a tener 151 miembros, lo que significa un aumento en 14 del número de asambleístas provinciales.

## Escaños
Se escogieron 151 asambleístas, repartidos de la siguiente manera:
15 Asambleístas nacionales
130 Asambleístas provinciales y distritales
| Provincia | escaños | Provincia   | escaños | Provincia                      | escaños |
| --------- | ------- | ----------- | ------- | ------------------------------ | ------- |
| Azuay     | 6       | Bolívar     | 3       | Cañar                          | 3       |
| Carchi    | 3       | Chimborazo  | 4       | Cotopaxi                       | 4       |
| El Oro    | 5       | Esmeraldas  | 5       | Galápagos                      | 2       |
| Guayas    | 24      | Imbabura    | 4       | Loja                           | 4       |
| Los Ríos  | 6       | Manabí      | 10      | Morona Santiago                | 3       |
| Napo      | 2       | Orellana    | 3       | Pastaza                        | 2       |
| Pichincha | 19      | Santa Elena | 4       | Santo Domingo de los Tsáchilas | 4       |
| Sucumbíos | 3       | Tungurahua  | 5       | Zamora Chinchipe               | 2       |

6 Asambleístas de los migrantes
| Circunscripción especial | # | Circunscripción especial | # | Circunscripción especial           | # |
| ------------------------ | - | ------------------------ | - | ---------------------------------- | - |
| Europa, Oceanía y Asia   | 2 | Canadá y Estados Unidos  | 2 | Latinoamérica, El Caribe y África. | 2 |

### Distritos electorales
Desde las elecciones legislativas de 2013 se crearon distritos en las 3 provincias más pobladas del país: Guayas, Pichincha y Manabí. Tras el censo de población y vivienda de 2021 y el subsecuente aumento del número de asambleístas y los cambios demográficos en el país el CNE reorganizó los distritos electorales en Manabí, Guayas, el cantón Guayaquil y el Distrito Metropolitano de Quito:

#### Distritos electorales de Pichincha
|                                 | |                         |
| Distrito                        | Cantones y/o Parroquias del Distrito Electoral | Asambleístas que eligen |
| ------------------------------- | --- | ----------------------- |
| Distrito Quito Norte            | 18 Parroquias Urbanas de Quito DM:Belisario Quevedo El Inca Carcelén Mariscal Sucre Iñaquito Ponceano Itchimbía Jipijapa Kennedy Rumipamba Cochapamba Comité del Pueblo San Juan Concepción Cotocollao El Condado La Libertad Centro Histórico | 5 Asambleístas          |
| Distrito Quito Sur              | 14 Parroquias Urbanas de Quito DM:Magdalena Guamaní Chilibulo Puengasí Chillogallo Quitumbe Chimbacalle La Argelia San Bartolo La Ecuatoriana La Ferroviaria Solanda Turubamba La Mena | 5 Asambleístas          |
| Distrito Parroquias Rurales DMQ | 33 Parroquias Rurales de Quito DM:Alangasí Amaguaña Atahualpa Calacalí Calderón Conocoto Cumbayá Chavezpamba Checa El Quinche Gualea Guangopolo Guayllabamba La Merced Llano Chico Lloa Nanegal Nanegalito Nayón Nono Pacto Perucho Pifo Píntag Pomasqui Puéllaro Puembo San Antonio de Pichincha San José de Minas Tababela Tumbaco Yaruquí Zámbiza | 5 Asambleístas          |
| Distrito Pichincha              | 7 cantones de Pichincha:Cayambe Mejía Pedro Moncayo Pedro Vicente Maldonado Puerto Quito Rumiñahui San Miguel de Los Bancos | 4 Asambleístas          |

#### Distritos electorales de Manabí
|            | |                         |
| Distrito   | Cantones del Distrito Electoral | Asambleístas que eligen |
| ---------- | --- | ----------------------- |
| Distrito 1 | 15 cantones de Manabí: Veinticuatro de Mayo Bolívar Chone El Carmen Flavio Alfaro Junín Jama Olmedo Pedernales Pichincha Rocafuerte Sucre San Vicente Tosagua Santa Ana | 5 Asambleístas          |
| Distrito 2 | 7 cantones de Manabí: Jaramijó Jipijapa Manta Montecristi Paján Portoviejo Puerto López                                                                                 | 5 Asambleístas          |

#### Distritos electorales de Guayas
|            | |                         |
| Distrito   | Cantones y/o Parroquias del Distrito Electoral | Asambleístas que eligen |
| ---------- | --- | ----------------------- |
| Distrito 1 | 9 Parroquias de Guayaquil:Ayacucho Bolívar-Sagrario Febres Cordero García Moreno Letamendi Olmedo Sucre Urdaneta Ximena | 6 Asambleístas          |
| Distrito 2 | Parroquia Pascuales Parroquia Tarqui (11 Zonas):Área rural Chongón Colinas De La Florida Guayacanes Juan Montalvo Lomas De La Florida Nueva Prosperina Quinto Guayas Samanes Sauces Oeste Socio Vivienda | 6 Asambleístas          |
| Distrito 3 | 9 Parroquias de Guayaquil:9 de Octubre Carbo-Concepción Juan Gómez Rendón Morro Posorja Puná Roca Rocafuerte Tenguel Parroquia Tarqui (23 Zonas):Acuarela-Sauces Alborada Alborada Este Alborada Oeste Atarazana Bellavista Ferroviaria Consuelo El Condor Garzota Kennedy La Florida La Prosperina Los Ceibos Mapasingue Este Mapasingue Oeste Martha Roldos Miraflores Sabana Grande San Eduardo Tarqui Urdenor Urdesa Via A La Costa 3 Cantones de Guayas: Durán Playas Samborondón | 6 Asambleístas          |
| Distrito 4 | 21 Cantones de Guayas: Alfredo Baquerizo Balao Balzar Colimes Daule El Empalme El Triunfo Milagro Naranjal Naranjito Palestina Pedro Carbo Santa Lucía Salitre Yaguachi Simón Bolívar Marcelino Maridueña Nobol Lomas de Sargentillo Antonio Elizalde Isidro Ayora | 6 Asambleístas          |

## Candidatos
Anexo:Candidatos para las elecciones legislativas de Ecuador de 2025

## Controversias

### Candidatura usada como escudo judicial
Armando Flor es candidato a Asambleísta nacional por la lista 4 (Pueblo, Igualdad y Democracia). Ha solicitado ser separado del juicio del caso Metástasis, por tener inmunidad electoral.

### Ataque armado contra candidato en Santa Elena
El 2 de noviembre de 2024, el candidato a asambleísta por Santa Elena del Partido Socialista Ecuatoriano, Joselito Argüello fue herido por un disparo.La Fiscalía abrió de oficio una investigación previa por este hecho.

### Descalificación de listas para asambleístas nacionales
El 8 de octubre de 2024, el pleno del CNE descalificó las listas para asambleístas nacionales de: Pachakutik, Construye, Avanza y Democracia Sí debido al incumplimiento de requisitos.El 25 de octubre de 2024, el Tribunal Contencioso Electoral rechazó las impugnaciones presentadas por dichas organizaciones.

## Sondeos de intención de voto
| Fecha  | Encuestadora         | Muestra | Margen de error | RC     | ADN    | PSC   | MUPP  | SUMA  | ID    | Avanza | CD    | MC25  | UP    | CREO  | PID   | RETO  | PSE   | PSP  | DSÍ   | AMIGO | Nulo   | Blanco | Indecisos |
| ------ | -------------------- | ------- | --------------- | ------ | ------ | ----- | ----- | ----- | ----- | ------ | ----- | ----- | ----- | ----- | ----- | ----- | ----- | ---- | ----- | ----- | ------ | ------ | --------- |
| Fecha  | Encuestadora         | Muestra | Margen de error |        |        |       |       |       |       |        |       |       |       |       |       |       |       |      |       |       | Nulo   | Blanco | Indecisos |
| 24-Ene | Ipsos                | 2000    | 2%              | 27%    | 41%    | 3%    | 3%    | -     | -     | -      | -     | -     | -     | -     | -     | -     | -     | 2%   | -     | -     | 4%     | 1%     | 11%       |
| 11-Ene | Comunicaliza         | 5251    | 1,35%           | 27%    | 25,5%  | 1,7%  | 3,1%  | 1,3%  | 0,6%  | 1,3%   | 0,5%  | 1,1%  | 0,7%  | 1,8%  | 1,2%  | 0,2%  | 0,5%  | 0,4% | 0,5%  | 0,4%  | 12,9%  | 12,9%  | 19%       |
| 29-Dic | Comunicaliza         | 4485    | 1,46%           | 23,4%  | 21,5%  | 2,4%  | 3,3%  | 1,1%  | 1,2%  | 0,8%   | 0,6%  | 1,5%  | 0,9%  | 1,9%  | 1,3%  | 0,4%  | 0,6%  | 1,1% | 0,8%  | 0,3%  | 12,3%  | 12,3%  | 23,9%     |
| 20-Dic | Cedatos              | 3444    | 2,4%            | 15,8%  | 19,4%  | 1%    | 1,3%  | 1%    | 0,6%  | 0,7%   | 1,8%  | 0,4%  | 0,6%  | 2,5%  | 1,1%  | 0,4%  | 0,2%  | 0,8% | 0,5%  | 0,5%  | 29,9%  | 21,5%  | 21,5%     |
| 12-Nov | Comunicaliza         | 4196    | 1,51%           | 22,5%  | 19,4%  | 1,5%  | 3,0%  | 2,1%  | 1,2%  | 1,0%   | 0,6%  | 1,8%  | 0,8%  | 1,9%  | 1,2%  | 0,3%  | 0,7%  | 1,0% | 0,6%  | 0,4%  | 15,0%  | 15,0%  | 25,1%     |
| 22-Sep | Informe Confidencial | -       | -               | 20%    | 21%    | 5%    | 4%    | 4%    | 2%    | 2%     | 1%    | -     | -     | 3%    | -     | -     | -     | 1%   | -     | -     | 25%    | 9%     | 9%        |
| 20-Ago | Estrategas Infinity  | 2879    | 2,15%           | 22,30% | 19,00% | 4,58% | 3,47% | 3,30% | 0,97% | 1,56%  | 2,99% | 0,56% | 1,39% | 1,04% | 1,39% | 0,31% | 0,42% | -    | 0,32% | 0,48% | 34,80% | 34,80% | 21,3%     |
| 19-Ago | Cedatos              | 3238    | 2,4%            | 17,8%  | 18,1%  | 2,3%  | 4,0%  | 3,9%  | 0,8%  |        | 0,7%  | 1,2%  |       | 1,1%  | 0,3%  | 0,4%  | 0,7%  | 0,6% | 0,6%  | 0,6%  | 30,5%  | 16,6%  | 16,6%     |
| 18-Ago | Comunicaliza         | 4971    | 1,39%           | 22,6%  | 19,9%  | 3,4%  | 2,8%  | 1,2%  | 1,6%  | 2,2%   | 2,4%  | 1,1%  | 1,3%  | 1,0%  | 3,2%  | 0,2%  | 0,8%  | 2,1% | 0,6%  | 0,9%  | 11,3%  | 11,3%  | 21,3%     |
| 30-May | Comunicaliza         | -       | -               | 21,1%  | 17,6%  | 3,4%  | 2,3%  | 0,5%  | 1,3%  | 1,2%   | 3,0%  | -     | 1,4%  | 1,1%  | 2,5%  | -     | 0,6%  | -    | 0,3%  | 0,3%  | 15,5%  | 15,5%  | 27,8%     |

## Resultados
|  | 43,34 % |

|  | 31,03 % |

|  | 49,21 % |

|  | 41,32 % |

|  | 31,70 % |

|  | 38,48 % |

|  | 3,17 % |

|  | 3,39 % |

|  | 2,54 % |

|  | 2,31 % |

|  | 1,47 % |

|  | 0,76 % |

|  | 1,79 % |

|  | 0,61 % |

|  | 0,64 % |

|  | 1,72 % |

|  | 1,41 % |

|  | 0,73 % |

|  | 1,64 % |

|  | 1,76 % |

|  | 1,25 % |

|  | 1,31 % |

|  | 0,97 % |

|  | 0,90 % |

|  | 1,01 % |

|  | 0,63 % |

|  | 1,14 % |

|  | 0,99 % |

|  | 0,73 % |

|  | 0,74 % |

|  | 0,54 % |

|  | 0,68 % |

|  | 0,70 % |

|  | 3,57 % |

|  | 3,97 % |

|  | 1,17 % |

|  | 0,33 % |

|  | 0,60 % |

|  | 0,44 % |

|  | 0,61 % |